# Патканов, Серафим Керопович
Серафим Керопович Патканов (Серовбе Керобович Патканян) (28 июля (9 августа) 1860 — 1918 или 1923) — российский статистик и этнограф — исследователь Сибири.

## Биография
Родился 28 июля (9 августа) 1860 в семье профессора К. П. Патканова.
С 1873 по 1881 годы учился в «филологической гимназии» при Санкт-Петербургском филологическом институте; затем — в Санкт-Петербургском университете. В 1885 году окончил со степенью кандидата естественное отделение физико-математического факультета Санкт-Петербургского университета:

Диплом.
Совет Императорского Санкт-Петербургского университета сим объявляет, что Серафим Керобев Патканов, 24 лет от роду, армяно-грегорианского вероисповедания, поступил в число студентов сего университета 31 августа 1881 г., выслушал полный курс по естественному разряду физико-математического факультета и показал на испытаниях следующие познания <…> за которые физико-математическим факультетом по представлении диссертации был признан достойным ученой степени кандидата и <…> утвержден в этой степени Советом С.-Петербургского университета 7 октября 1885 г.  

Службу начал в чине коллежского секретаря в Департаменте общих дел Министерства государственных имуществ. Через полгода был направлен в должности «помощника производителя работ по составлению, предъявлению и выдаче государственным крестьянам владенных записей» в длительную командировку в Западную Сибирь — «для исследования быта сельских обывателей». Первый год он провёл в Тюменском округе, следующие два — в Тобольском округе. В 1888 году, получив отпуск он приехал в Петербург, где подготовил 1-й том «Материалов для изучения экономического быта крестьян и инородцев Западной Сибири»: «Тюменский округ: 5 волостей». Патканову принадлежат 4 из 22 томов «Материалов…»:
- Материалы для изучения экономического быта… Вып. I (СПб., 1888)
- Материалы для изучения экономического быта… Вып. X (СПб., 1891)
- Материалы для изучения экономического быта… Вып. XII. Ч. II. (СПб., 1891)
- Материалы для изучения экономического быта… Вып. XX. (СПб., 1893).

Во второй половине 1888 года он вернулся в Сибирь и стал изучать фольклор остяков и составляя словарь южно-остяцкого наречия.
В апреле 1889 года он был произведён за выслугу в титулярные советники, а в августе получил разрешение на отпуск для лечения во Франции. В апреле 1890 года награждён орденом Св. Станислава 3-й степени. В 1891 году (6 февраля) был избран действительным членом Императорского Русского географического общества; Н. И. Веселовский, дававший рекомендацию для вступления, отмечал, что у Патканова был готов целый ряд материалов: написанный на немецком языке труд «Irtysch-Ostjaken und ihre Volksposie» в двух частях, «Южно-остяцкий немецко-русский словарь», «Грамматика южно-остяцкого наречия». В том же году был отмечен малой золотой медалью общества за сочинение «Стародавняя жизнь остяков и их богатыри по былинам и сказаниям».
В 1892 году получил разрешение «для лечения на минеральных водах» в Америке; осенью отправился в путешествие по Мексике, о котором составил этнографический отчёт. 
С 1893 года служил в Центральном статистическом комитете Министерства внутренних дел: 1 апреля был принят в чине коллежского асессора на должность младшего редактора. Принял непосредственное участие в составлении этнографической карты России; академик А. Ферсман указывал, что без его трудов «совершенно невозможны были бы наши работы, особенно по племенной карте Сибири».
В 1905 году он был удостоен Большой золотой медали Русского географического общества за труд «Опыт географии и статистики тунгусских племен Сибири» и по совокупности предыдущих исследований.
Также он автор ряда работ по фольклору и языкознанию народов и племён областей и губерний сибирского края, в их числе:
- Тип остяцкого богатыря по остяцким и былинам и героическим сказаниям // Живая старина. — 1891. — III—IV.
- По гациендам и руинам Юкатана: путевые наброски // Землеведение. — 1896. — Т. III. — Вып. 1—4.; Наблюдатель. — 1895. — VI. — С. 98—130.; Север. — 1895. — №№ 6—12.

В области статистики им были составлены:
- Лекции по отечествоведению: Сибирь и Средняя Азия. 1905—1906. Гектографическое изд. Центр. статист ком-та.
- Краткий очерк колонизации Сибири // Ежегодник России. 1907.
- Внешнее пассажирское движение между Россией и другими государствами за период времени 1897—1907 гг. // Ежегодник России. 1909.
- Эмиграция из России в Соед. Штаты С. Америки за десятилетие 1900—1909 гг. // Ежегодник России. 1910.
- О приросте инородческого населения Сибири. Статист. материалы для освещения вопр. о вымирании первобыт. племен (СПб., 1911)[3].
- Проект составления племенной карты России // Живая старина. — 1915. — С. 217—244.
- Список народностей Сибири. — Петроград, 1923.